# Nationaal park Karimun Java
Nationaal park Karimun Java (Karimunjawa) is een nationaal park in Indonesië. Het bestaat uit 27 eilandjes in het regentschap Japara, zo'n 100 kilometer ten noorden van het vasteland van het eiland Java bij de stad Japara (provincie Midden-Java).